# Claude Rich
Claude Rich (Estrasburgo, 8 de febrero de 1929-Orgeval, 20 de julio de 2017) fue un actor francés.

## Biografía
Después de comenzar trabajando en el teatro, su participación en la película Las maniobras del amor, de René Clair, fue el inicio de su carrera cinematográfica en 1955. Habitualmente interpretaba papeles secundarios, primero de joven en los años sesenta, donde destacó dando la réplica a Lino Ventura en Les Tontons flingueurs, de Georges Lautner. 
Actor ecléctico, Claude Rich colaboró en numerosas películas históricas, de entre las que destaca Le souper, de Edouard Molinaro, que le valió el César al mejor actor en 1993, por su interpretación de Talleyrand. Sin embargo, no desdeñó las producciones destinadas al gran público, como La Fille de d'Artagnan (1994) y Astérix y Obélix: Misión Cleopatra (2002).

## Vida privada
Se casó en París el 26 de junio de 1959 con Catherine Renaudin, con quien tuvo dos hijas: Delphine, que es actriz, y Nathalie, que es pintora. Tenía un hijo adoptado, Remy.
Era católico. Asistía a misa todos los domingos, pero se veía a sí mismo como un "cristiano un poco patético": "No soy un muy buen cristiano. No estudio mucho mi religión, pero yo creo en el amor de Dios. De la misma manera que nosotros no siempre sabemos por qué amas a una persona, amo a Dios. Asistí a misa todos los domingos. Cuando a veces le comunico a alguien mi intención de ir a misa el domingo y observo el asombro en mi interlocutor, le digo que soy yo el que se sorprende que él no vaya a la iglesia".
En diciembre de 2006 firmó un manifiesto de "apoyo total" a Benedicto XVI, que había permitido celebrar la misa tridentina, considerando "como una gracia de la diversidad de ritos en la Iglesia Católica".

## Filmografía

### Cine
- 1955: Las maniobras del amor, de René Clair: el novio de Alice
- 1956: Mitsou, de Jacqueline Audry: el teniente Kaki
- 1956: C'est arrivé à Aden, de Michel Boisrond: Price
- 1957: La Polka des menottes, de Raoul André: Pierrot
- 1958: Ni vu... Ni connu..., de Yves Robert: Amédée Fléchard
- 1960: La Française et l'Amour, de Michel Boisrond, Henri Decoin y Christian-Jaque: Charles
- 1960: L'Homme à femmes, de Jacques-Gérard Cornu: el inspector Vaillant
- 1961: Todo el oro del mundo, de René Clair: Fred
- 1961: Le Caporal épinglé, de Jean Renoir y Guy Lefranc: Adrien Ballochet
- 1961: Ce soir ou jamais, de Michel Deville: Laurent
- 1962: Les Sept Péchés capitaux, de Claude Chabrol: Armand
- 1962: Le Diable et les dix Commandements, de Julien Duvivier: le Diable
- 1963: Constance aux enfers, de François Villiers: un estudiante
- 1963: Comment trouvez-vous ma sœur ?, de Michel Boisrond: François Lorin
- 1963: Les Tontons flingueurs, de Georges Lautner: Antoine Delafoy
- 1964: Mata-Hari, agent H21, de Jean-Louis Richard: Julien
- 1964: La Chasse à l'homme, de Edouard Molinaro: Julien
- 1964: Le Repas des fauves, de Christian-Jaque: Claude
- 1965: Les Copains, de Yves Robert: Huchon
- 1965: L'Or du duc, de Jacques Baratier y Bernard Toublanc-Michel : Ludovic de Talois-Minet
- 1965: Un milliard dans un billard, de Nicolas Gessner: Bernard Noblet
- 1966: ¿Arde París?, de René Clément: el general Leclerc / Pierre de La Fouchardière
- 1966: Monsieur le Président-directeur général, de Jean Girault: Stéphane Bévin
- 1966: Les Compagnons de la marguerite, de Jean-Pierre Mocky: Jean-Louis Matouzec
- 1967: Mona, l'étoile sans nom, de Henri Colpi: el profesor
- 1967: Oscar, de Edouard Molinaro: Christian Martin
- 1968: La Mariée était en noir, de François Truffaut: Bliss
- 1968: Je t'aime, je t'aime, de Alain Resnais: Claude Ridder
- 1969: Le Corps de Diane
- 1969: Une veuve en or, de Michel Audiard: Antoine
- 1973: La Race des seigneurs, de Pierre Granier-Deferre: Dominique
- 1974: L'Ironie du sort, de Edouard Molinaro: Morin
- 1974: La Femme de Jean, de Yannick Bellon: Jean
- 1974: Stavisky, de Alain Resnais: el inspector Bonny
- 1975: Adieu poulet, de Pierre Granier-Deferre: el juez Delmesse
- 1976: Le Crabe-tambour, de Pierre Schoendoerffer: Pierre, el doctor
- 1979: La Guerre des polices, de Robin Davis: el comisario Ballestrat
- 1981: Un matin rouge, de Jean-Jacques Aublanc: Léonard
- 1981: La Revanche, de Pierre Lary: Jacques Beaufort
- 1983: Maria Chapdelaine, de Gilles Carle: cura Cordelier
- 1983: Les Mots pour le dire, de José Pinheiro: Guillaume Talbiac
- 1985: Escalier C, de Jean-Charles Tacchella: M. Lafont
- 1989: Les cigognes n'en font qu'à leur tête, de Didier Kaminka: Sam
- 1990: Promotion canapé, de Didier Kaminka: Ivan
- 1992: L'Accompagnatrice, de Claude Miller: el ministro
- 1992: Le Souper, de Edouard Molinaro: Talleyrand
- 1994: Le Colonel Chabert, de Yves Angelo: Chamblin
- 1994: La fille de d'Artagnan, de Bertrand Tavernier: duque de Crassac
- 1995: Dis-moi oui, de Alexandre Arcady: Profesor Villiers
- 1996: Le Bel été 1914, de Christian de Chalonge: el conde de Sainteville
- 1996: Capitán Conan, de Bertrand Tavernier: general Pitard de Lauzier
- 1996: Désiré, de Bernard Murat: Montignac
- 1998: Homère, la derniere odyssée, de Fabio Carpi: René
- 1998: Lautrec, de Roger Planchon: conde Alphonse de Toulouse-Lautrec
- 1999: Le Derrière, de Valérie Lemercier: Pierre Arroux
- 1999: La Bûche, de Danièle Thompson: Stanislas
- 2000: Les Acteurs, de Bertrand Blier: como él mismo
- 2001: Paris à tout prix, de Yves Jeuland: narrador
- 2001: Concurrence déloyale, de Ettore Scola: Treuberg
- 2002: Astérix y Obélix: Misión Cleopatra, de Alain Chabat : Panoramix
- 2003: Le Mystère de la chambre jaune, de Bruno Podalydès : el juez de Marquet
- 2003: Le Coût de la vie, de Philippe Le Guay: Maurice
- 2004: Là-haut, un roi au-dessus des nuages, de Pierre Schoendoerffer: el redactor jefe
- 2004: Rien, voilà l'ordre, de Jacques Baratier: el doctor Nuytel
- 2004: Le Cou de la girafe, de Safy Nebbou: Paul
- 2005: Le Parfum de la dame en noir, de Bruno Podalydès: el juez de Marquet
- 2006: Président, de Lionel Delplanque: Frédéric Saint-Guillaume
- 2006: Asuntos privados en lugares públicos, de Alain Resnais: Arthur (voz)
- 2008: Le crime est notre affaire, de Pascal Thomas: Roderick Charpentier
- 2008: Aide-toi, le ciel t'aidera, de François Dupeyron: Robert
- 2008: Bancs publics (Versailles Rive-Droite), de Bruno Podalydès: un jugador de backgammon

### Televisión
- 1960: Les Joueurs, de Marcel Bluwal: el joven Glov.
- 1988: Le Grand Secret, de Jacques Trébouta: Samuel Frend.
- 1993: La Vérité en face, de Étienne Périer: Paul Noblet.
- 1999: Balzac, de Josée Dayan: jefe Plissoud.
- 2002: Juan XX, el Papa de la paz, de Giorgio Capitani: Cardenal Ottaviani.
- 2005: Les Rois maudits, de Josée Dayan: cardenal Duèze
- 2005: Galilée ou l'amour de Dieu, de Jean-Daniel Verhaeghe Galilée.
- 2007: Voltaire et l'affaire Calas, de Francis Reusser: Voltaire.
- 2009: La reine morte, de Pierre Boutron.

## Teatro
- 1951: Un cuento de invierno, de William Shakespeare, puesta en escena de Julien Bertheau, Comédie-Française.
- 1951: Le Veau gras, de Bernard Zimmer, puesta en escena de Julien Bertheau, Comédie-Française.
- 1952: Roméo et Juliette, de William Shakespeare, puesta en escena de Julien Bertheau, Comédie-Française.
- 1954: La Corde, de Patrick Hamilton, puesta en escena Jean Darcante, Teatro de la Renaissance.
- 1954: Bel-Ami, de Frédéric Dard basada en la obra de Guy de Maupassant, puesta en escena Jean Darcante.
- 1954: Carlos et Marguerite, de Jean Bernard-Luc, puesta en escena Christian-Gérard, Teatro de la Madeleine.
- 1954: Les Pas perdus, de Pierre Gascar, Teatro Fontaine.
- 1955: Les Amants novices, de Jean Bernard-Luc, puesta en escena Jean Mercure, Teatro Montparnasse.
- 1955: La Petite Maison de thé, de John Patrick, puesta en escena Marguerite Jamois, Teatro Montparnasse.
- Espoir, de Henry Bernstein.
- 1956: La Petite Hutte, de André Roussin, puesta en escena del autor, Teatro des Nouveautés.
- 1958: Virginie, de Michel André, puesta en escena Christian-Gérard, Teatro Michel.
- 1958: Père, de Édouard Bourdet, puesta en escena Pierre Fresnay, Teatro de la Michodière.
- 1959: Les Choutes, de Pierre Barillet y Jean-Pierre Grédy, puesta en escena Jean Wall, Teatro des Nouveautés.
- 1959: Un beau dimanche de septembre, de Ugo Betti, puesta en escena André Barsacq, Teatro de l'Atelier.
- 1960: Château en Suède, de Françoise Sagan, puesta en escena André Barsacq, Teatro de l'Atelier.
- 1961: La Rouille, de Carlos Semprún, puesta en escena Jean-Marie Serreau, Teatro de l'Alliance française.
- 1962: Victor ou les Enfants au pouvoir, de Roger Vitrac, puesta en escena Jean Anouilh y Roland Piétri, Teatro de l'Ambigu.
- 1963: Victor ou les Enfants au pouvoir, de Roger Vitrac, puesta en escena Jean Anouilh y Roland Piétri, Teatro de l'Athénée.
- 1963: La Crécelle, de Charles Dyer, puesta en escena Michel Fagadau, Teatro de la Gaîté-Montparnasse.
- 1966: Le Retour, de Harold Pinter, puesta en escena Claude Régy, Teatro de Paris.
- 1968: Les Quatre Saisons, de Arnold Wesker, puesta en escena Claude Régy, Teatro Montparnasse.
- 1970: Hadrien VII, de Peter Luke, puesta en escena Raymond Rouleau, Teatro de Paris.
- 1972: Honni soit qui mal y pense, de Peter Barnes, puesta en escena Stuart Burge, Teatro de Paris.
- 1973: Jean de La Fontaine, de Sacha Guitry, puesta en escena René Clermont, Teatro Montparnasse.
- 1975: Le Zouave, de Claude Rich, puesta en escena Jean-Louis Thamin.
- 1976: Lorenzaccio, de Alfred de Musset, puesta en escena Franco Zeffirelli.
- 1977 : Péricles, prince de Tyr, de William Shakespeare, puesta en escena Roger Planchon, TNP Villeurbanne.
- 1977: Pauvre Assassin, de Pavel Kohout, puesta en escena Michel Fagadau, Teatro de la Michodière.
- 1979: Un habit pour l'hiver, de Claude Rich, puesta en escena Georges Wilson, Teatro de l'Œuvre.
- 1983: K2, de Patrick Meyers, puesta en escena Georges Wilson, Teatro de la Porte-Saint-Martin.
- 1986: Faisons un rêve, de Sacha Guitry, puesta en escena Jacques Rosny, Teatro Saint-Georges.
- 1987: Une chambre sur la Dordogne, de Claude Rich, puesta en escena Jorge Lavelli, Teatro Hébertot.
- 1988: Réveille-toi, Philadelphie!, de François Billetdoux, puesta en escena Jorge Lavelli,  Teatro nacional de la Colline.
- 1989: Le Souper, de Jean-Claude Brisville, puesta en escena Jean-Pierre Miquel, Teatro Montparnasse.
- 2003: Les Braises, de Sandor Marai, puesta en escena Didier Long, Teatro de l'Atelier.
- 2005: Le Caïman, de Antoine Rault, puesta en escena Hans Peter Cloos, Teatro Montparnasse.
- 2008: Le diable rouge, de Antoine Rault, puesta en escena Christophe Lidon, Teatro Montparnasse.

## Recompensas y nominaciones
Festival Internacional de Cine de San Sebastián
| Año  | Categoría                      | Película             | Resultado |
| ---- | ------------------------------ | -------------------- | --------- |
| 1968 | Concha de Plata al mejor actor | Te quiero, te quiero | Ganador   |

- Premios César
  - César 1993: por Le Souper.
  - César 1995: Nominación al César al mejor actor secundario por La Fille de d'Artagnan.
  - César 2000: Nominación al César al mejor actor secundario por La bûche.
  - César 2002: César honorífico.
  - César 2009: Nominación al César al mejor actor secundario por Aide-toi, le ciel t'aidera.

- Premio Molière
  - 1987: Nominación al Premio Molière al mejor actor por Faisons un rêve.
  - 1990: Nominación al Premio Molière al mejor actor por Le Souper.
  - 2003: Nominación al Premio Molière al mejor actor por Les Braises.
  - 2006: Nominación al Premio Molière al mejor actor por Le Caïman.
  - 2009: Nominación al Premio Molière al mejor actor por Le Diable rouge.

- 1971: Premio del Syndicat de la critique al mejor actor por Hadrien VII.
- 2008: Premio Henri-Langlois por su trayectoria cinematográfica.
- 2008: Premio del Brigadier: brigadier honorífico por Le Diable rouge y por su carrera.

## Condecoraciones
- 2009: Commandeur de l'ordre national du Mérite[6]